# Cal Sastret (El Masnou)
|  | No s'ha de confondre amb Vil·la Anita. |

Cal Sastret és un edifici del Masnou (Maresme).

## Descripció
Casa de cos de planta rectangular alineada al pla de carrer que només comparteix mitgera per la façana de ponent amb la casa del costat; les altres tres façanes lliures. Consta de planta baixa i dos pisos amb la coberta plana practicable a mode de terrat.
La façana es genera a partir d'una composició simètrica amb dos eixos de verticalitat que es defineix a la planta baixa amb la porta d'accés i una finestra reixada al costat; i a les plantes pis amb un balcó de baranes de ferro, suportat per dues mènsules treballades i una finestra al costat.
L'acabat superficial del parament és estucat en relleu imitant carreus posats a portell i recreixement motllurat de brancals i llinda. Els brancals, llindar i llinda de la porta d'accés són de pedra vista treballada.